# Varekai
 (septembre 2021).
Si vous disposez d'ouvrages ou d'articles de référence ou si vous connaissez des sites web de qualité traitant du thème abordé ici, merci de compléter l'article en donnant les références utiles à sa vérifiabilité et en les liant à la section « Notes et références ».
Varekai est un spectacle créé par le Cirque du Soleil, sa première représentation était en 2002 à Montréal. Varekai signifie « peu importe le lieu » en romani, et le spectacle est un hommage à l'esprit nomade. L'histoire de Varekai s'inspire du mythe grec d'Icare, elle débute lorsqu'un jeune homme tombe du ciel, parachuté dans une forêt magique et mystérieuse.

## Concepteurs
- Guy Laliberté - Guide
- Dominic Champagne - Créateur et directeur
- Andrew Watson - Directeur de la création
- Stéphane Roy - Décorateur
- Eiko Ishioka - Costume